# Xã Beaver, Quận Noble, Ohio
Xã Beaver (tiếng Anh: Beaver Township) là một xã thuộc quận Noble, tiểu bang Ohio, Hoa Kỳ. Năm 2010, dân số của xã này là 767 người.